# Bohemia

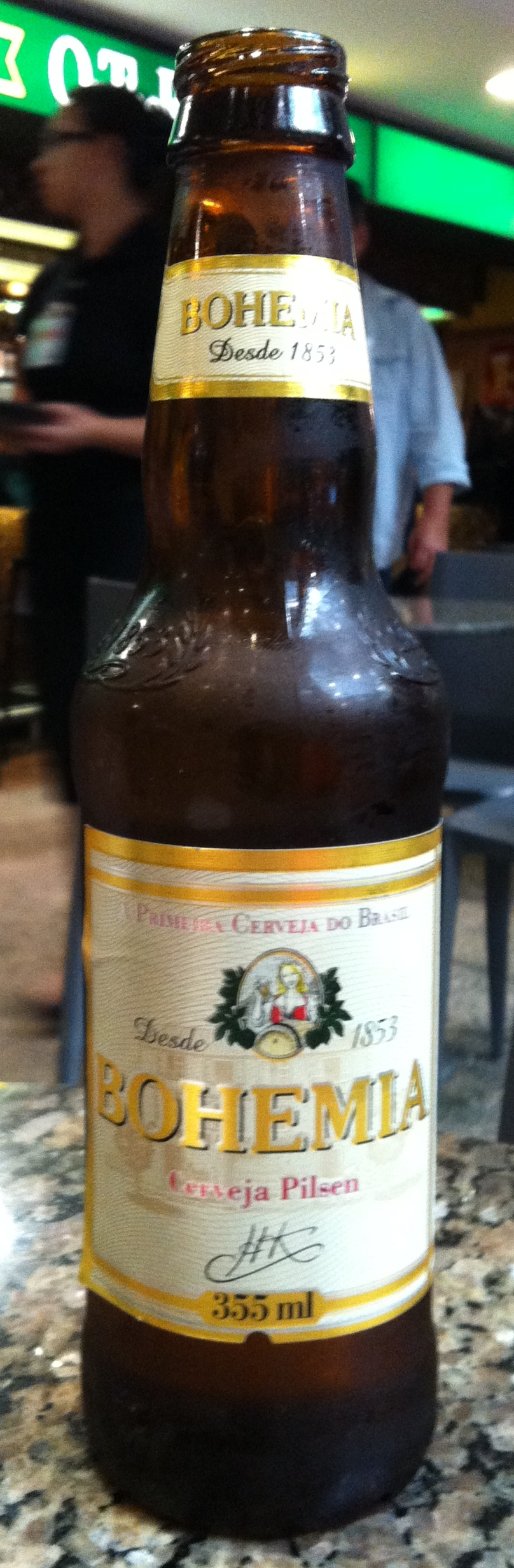
Merk fles.

Bohemia is een Braziliaans biermerk. Het bier wordt gebrouwen door AB InBev. De productie van Bohemia startte in 1853 in Petrópolis (Rio de Janeiro). In 1960 werd de brouwerij overgenomen door de Companhia Antarctica Paulista in São Paulo. Sinds 1999 maakt deze brouwerij deel uit van AmBev.

## Varianten
- Bohemia Pilsen, blond pilsbier met een alcoholpercentage van 5%
- Bohemia Confraria, donkerblond abdijbier met een alcoholpercentage van 6,2%
- Bohemia Escura, schwarzbier met een alcoholpercentage van 5%
- Bohemia Weiss, Weissbier met een alcoholpercentage van 5,6%